# Interès simple
Interès simple és el sistema de còmput en el qual els interessos generats per un capital no es capitalitzen, és a dir, quan els interessos es retiren a part i no s'acumulen al capital que els ha produït. Dit d'una altra manera, en el còmput per interès simple els interessos no són productius i sempre s'ha de recórrer al capital inicial aportat.

## Fórmula
Quan s'utilitza l'interès simple, els interessos són funció únicament del capital inicial, la taxa d'interès i el nombre de períodes, de manera que els interessos generats en un període no s'afegeixen al capital. La seva fórmula ve donada per: 
{\displaystyle {\mbox{Interès}}={\mbox{Capital final}}-{\mbox{Capital inicial}}={\mbox{Capital inicial}}\times {\mbox{taxa interes}}\times {\mbox{nre. anys}}=C_{I}\cdot i\cdot t}
on: 
- {\displaystyle I_{S}}: És l'interès Simple
- {\displaystyle C_{I}}: És el Capital Inicial
- i: És la taxa d'interès expressada en tant per un, anual
- t: És el temps expressat en anys.

Cal tenir present que si la taxa d'interès i no ens vé donada anualment, caldrà anualitzar-la fent una simple multiplicació de la taxa d'interès no anual pel nombre de períodes en què queda dividit l'any.
Altrament, aïllant les variables capital, taxa o temps es poden obtenir les següents expressions segons les dades disponibles: 
{\displaystyle \ C_{I}={\frac {I_{s}}{i\cdot t}}}
{\displaystyle i={\frac {I_{s}}{C_{I}\cdot t}}}
{\displaystyle t={\frac {I_{s}}{C_{I}\cdot i}}}

## Exemples
Quin serà el capital final al cap de 5 anys, si el capital inicial és de 100.000 €, i el tipus d'interès nominal és del 3% meritat bianualment?
Dades:
- Capital inicial: 100.000 €
- Tipus d'interès nominal: 3% bianual, que és 3 x 1/2= 1,5% anual (tipus d'interès anual)
- Temps: 5 anys

{\displaystyle {\mbox{Interès}}={\mbox{Capital inicial}}\times {\mbox{taxa interes anual}}\times {\mbox{nre. anys}}={\mbox{100.000}}\times {\mbox{0,015}}\times {\mbox{5}}={\mbox{7.500 euros}}}
{\displaystyle {\mbox{Capital final}}={\mbox{Capital inicial}}+{\mbox{Interès}}={\mbox{100.000 euros}}+{\mbox{7.500 euros}}=\quad {\mbox{107.500 euros}}}

Quin serà el capital final al cap de 5 anys, si el capital inicial és de 100.000 €, i el tipus d'interès nominal és del 3% meritat mensualment?
Dades:
- Capital inicial: 100.000 €
- Tipus d'interès nominal: 3% mensual, que és 3 x 12= 36% anual (tipus d'interès anual)
- Temps: 5 anys

{\displaystyle {\mbox{Interès}}={\mbox{Capital inicial}}\times {\mbox{taxa interes anual}}\times {\mbox{nre. anys}}={\mbox{100.000}}\times {\mbox{0,36}}\times {\mbox{5}}={\mbox{180.000 euros}}}
{\displaystyle {\mbox{Capital final}}={\mbox{Capital inicial}}+{\mbox{Interès}}={\mbox{100.000 euros}}+{\mbox{180.000 euros}}=\quad {\mbox{280.000 euros}}}
Cal tenir present que l'única diferència entre el primer i el segon és l'import del tipus d'interès simple, que en el primer és en realitat d'un 1,5% anual i simple i en el segon d'un 36% anual i simple. En cap cas però, els interessos mai no han estat capitalitzats, és a dir, els interessos sempre s'han deixat a part i mai no han estat sumats al capital inicial per a calcular l'interès del període següent.